# 1312

## Události
- bylo dáno v platnost manželství mezi Phillipe de Montalais z Chambellay a Thomasse de Chemillé v listinách opatství v La Roë
- květen – Třebíč navštívil Jan Lucemburský
- 6. května – došlo ke zrušení templářského řádu papežem Klementem V. na koncilu ve Vienně, přítomen je i český biskup Jan IV. z Dražic
- 29. června – Jindřich VII. Lucemburský byl v Lateránské bazilice korunován římským císařem
- končí viennský koncil, na Západě ekumenický koncil (začátek 1311)

## Narození
- 13. listopadu – Eduard III., anglický král († 21. červen 1377)
- Boleslav II. Malý, svídnicko-javorský kníže z dynastie slezských Piastovců († 28. července 1368)
- Izabela Francouzská, francouzská princezna († 1348)

## Úmrtí
- 10. března – Kazimír Bytomský, kníže opolský a bytomský (* 1253/1257)
- 19. června – Piers Gaveston, gaskoňský šlechtic a blízký homosexuální přítel krále Eduarda II. (* asi 1284)
- 7. září – Ferdinand IV. Kastilský, král Leónu a Kastílie (* 6. prosince 1285)
- 9. září – Ota III. Dolnobavorský, dolnobavorský vévoda a uherský král (* 11. února 1261)
- 13. prosince – Jan Habsburský, syn rakouského vévody Rudolfa II. a Anežky Přemyslovny (* 10. května 1290)
- ? – Eufémie z Rujány, norská královna jako manželka Haakona V. († 1270)
- ? – Hynek Krušina I. z Lichtenburka, český šlechtic z rodu Lichtenburků (* asi 1260)
- ? – Oldřich II. z Hradce, český šlechtic z rodu pánů z Hradce (* ?)

## Hlavy států
Jižní Evropa
- Iberský poloostrov
  - Portugalské království – Dinis I. Hospodář
  - Kastilské království – Ferdinand IV. Pozvaný – Alfons XI. Spravedlivý
  - Aragonské království – Jakub II. Spravedlivý
- Itálie
  - Papež – **Klement V.
  - La serenissima – Marino Zorzi – Giovanni Soranzo

Západní Evropa
- Francouzské království – Filip IV. Sličný
- Anglické království – Eduard II.
- Skotské království – Robert I. Bruce

Severní Evropa
- Norské království – Haakon V. Magnusson
- Švédské království – Birger Magnusson
- Dánské království – Erik VI. Menved

Střední Evropa
- Svatá říše římská – Jindřich VII. Lucemburský
  - České království – Jan Lucemburský
  - Hrabství henegavské – Vilém III. z Avesnes
  - Hrabství holandské – Vilém III. z Avesnes
  - Arcibiskupství brémské – Jan I.
- Polské knížectví – Vladislav I. Lokýtek
- Uherské království – Karel I. Robert

Východní a jihovýchodní Evropa
- Litevské velkoknížectví – Vytenis
- Moskevská Rus – Jurij III. Daniilovič
- Bulharské carství – Teodor Svetoslav
- Byzantská říše – Andronikos II. Palaiologos

Blízký východ a severní Afrika
- Osmanská říše – Osman I.
- Kyperské království – Jindřich II. Kyperský
- Mamlúcký sultanát – Al-Málik An-Násir Muhammad ibn Kalaún

Afrika
- Habešské císařství – Ouédem-Arad